# 段志清
段志清（1914年—2000年），男，陕西延长人，中华人民共和国军事人物，中国人民解放军少将，曾任广州军区生产建设兵团副司令员，海南军区副司令员兼榆林要塞区司令员。